# Іванов Ігор Валентинович
Ігор Валентинович Іванов (нар. 28 листопада 1957, Калуга — пом. 14 березня 2019, Київ) — український кінооператор, режисер.

## Життєпис
1983 року закінчив Київський державний інститут театрального мистецтва ім. І. Карпенка-Карого (майстерня Л. Ф. Прядкіна і Е. Л. Плучика). 
Працював на студії «Київнаукфільм». Знімав ігрові та документально-публіцистичні кінострічки.
Член Національної спілки кінематографістів України.
Помер 14 березня 2019 року після тяжкої та тривалої хвороби (лімфома центральної нервової системи). 
Як оператор-постановник відзняв більше тридцяти хронікально-документальних і ігрових полнометражних фільмів, відзначених призами міжнародних кінофестивалів (Премія «Ніка», МКФ у Берліні, МКФ молодого кіно у Валенсії, МКФ «Послание к человеку», ОКФ неігрового кіно «Росія» в Єкатеринбурзі, МКФ у Страсбурзі, МКФ неігрового кіно в Ямагаті тощо).

## Фільмографія

### Оператор
- «Побачення з батьком» (1991, д/ф, у співавт. з В. Гуєвським),
- «Прощай, СРСР» (фільм І, 1991),
- "Двоє" (1992),
- «Важко перші сто років» (1997, у співавт. з В. Гуєвським)
- «Думки проти течії» (2001, д/ф про М. Хвильового з телециклу «Обрані часом»
- «Великий лицедій М. Ф. Яковченко» (2003, д/ф з телециклу «Обрані часом»)
- «Червоний ренесанс» (2004, д/ф, у співавт. з В. Гуєвським)
- «Друг мій Льонька» (2004, д/ф про режисера Леоніда Осику, з телециклу «Обрані часом»)
- «Брати Коломійченки» (2005, д/ф про Михайла та Олексія Коломійченків з телециклу «Обрані часом»)
- «Непрощені. Симон Петлюра. Нестор Махно. Павло Скоропадський» (2007, д/ф, 3 с., у співавт. з А. Химичем i Е. Тімліним)
- «Бомж» (2007, 2 c, реж. А. Бенкендорф)
- «Намисто для снігової баби» (2007)
- «Помаранчева зима» (2007, у співавт. з П. Казанцевим і В. Гуєвським)
- «Іван Драч» (2007, д/ф, у співавт. з Ю. Мещеряковим і В. Гуєвським)
- «Сьома пелюстка» (2007)
- «Маша і море» (2007)
- «Старики-полковники» (2007, 2 с, реж. А. Бенкендорф)
- «Вітчим» (2007, 2 с, реж. А. Бенкендорф)
- «Сюрприз» (2008, реж. О. Гойда)
- «Сповідь Дон Жуана» (2008, реж. А. Бенкендорф)
- «Україна. Точка відліку» (2011, масштабний документальний проект, присвячений 20-й річниці незалежності України; реж. С. Буковський, С. Залога)[3]
- «Кумські байки» (2011)
- «Століття Якова» (2016)
- «Догори дриґом» (2017)

та ін.

### Режисер
- «Академія танцю» (1997).